# Красноярский сельсовет (Илекский район)
Красноярский сельсовет — сельское поселение в Илекском районе Оренбургской области Российской Федерации.
Административный центр — село Красный Яр.

## История
9 марта 2005 года в соответствии с законом Оренбургской области № 1899/341-III-ОЗ образовано сельское поселение Красноярский сельсовет, установлены границы муниципального образования.

## Население
| 2010 | 2012 | 2013 | 2014 | 2015 | 2016 | 2017 |
| ---- | ---- | ---- | ---- | ---- | ---- | ---- |
| 794  | ↘790 | ↗792 | ↘788 | ↘774 | ↘768 | ↘732 |
| 2018 | 2019 | 2020 | 2021 |      |      |      |
| ↘725 | ↘723 | ↗731 | ↘724 |      |      |      |

## Состав сельского поселения
| № | Населённый пункт | Тип населённого пункта       | Население |
| - | ---------------- | ---------------------------- | --------- |
| 1 | Красный Яр       | село, административный центр | ↘724      |